# محاصره هاچیگاتا (۱۵۹۰)
محاصره هاچیگاتا (انگلیسی: Siege of Hachigata) نبرد یکی مانده به آخر تویوتومی هیده‌یوشی علیه خاندان هوجوی اخیر، در طول دوره سنگوکو در ژاپن بود.